# Mineralbrunnen Überkingen-Teinach

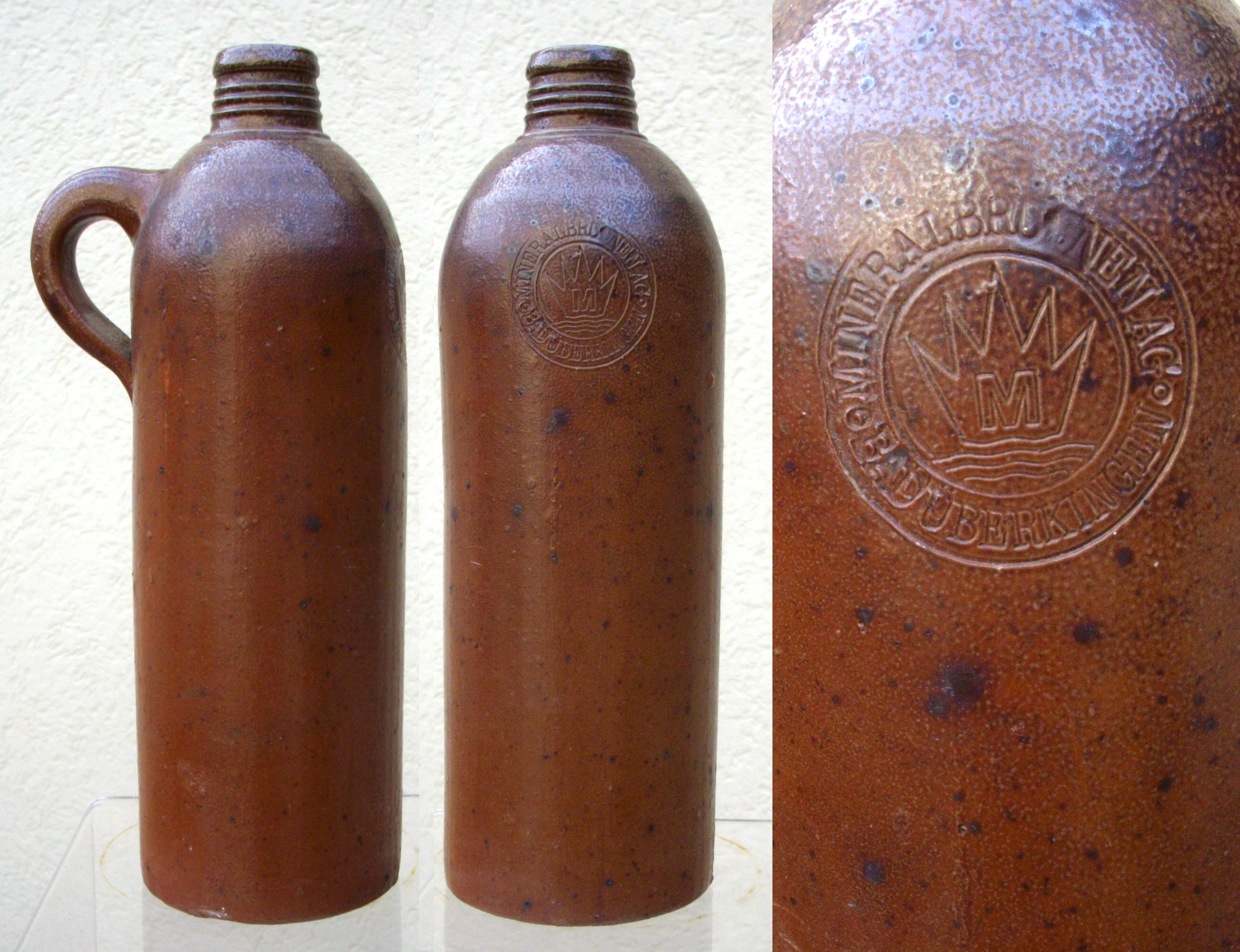
Mineralwasserflasche aus Steingut (frühes 20. Jahrhundert)

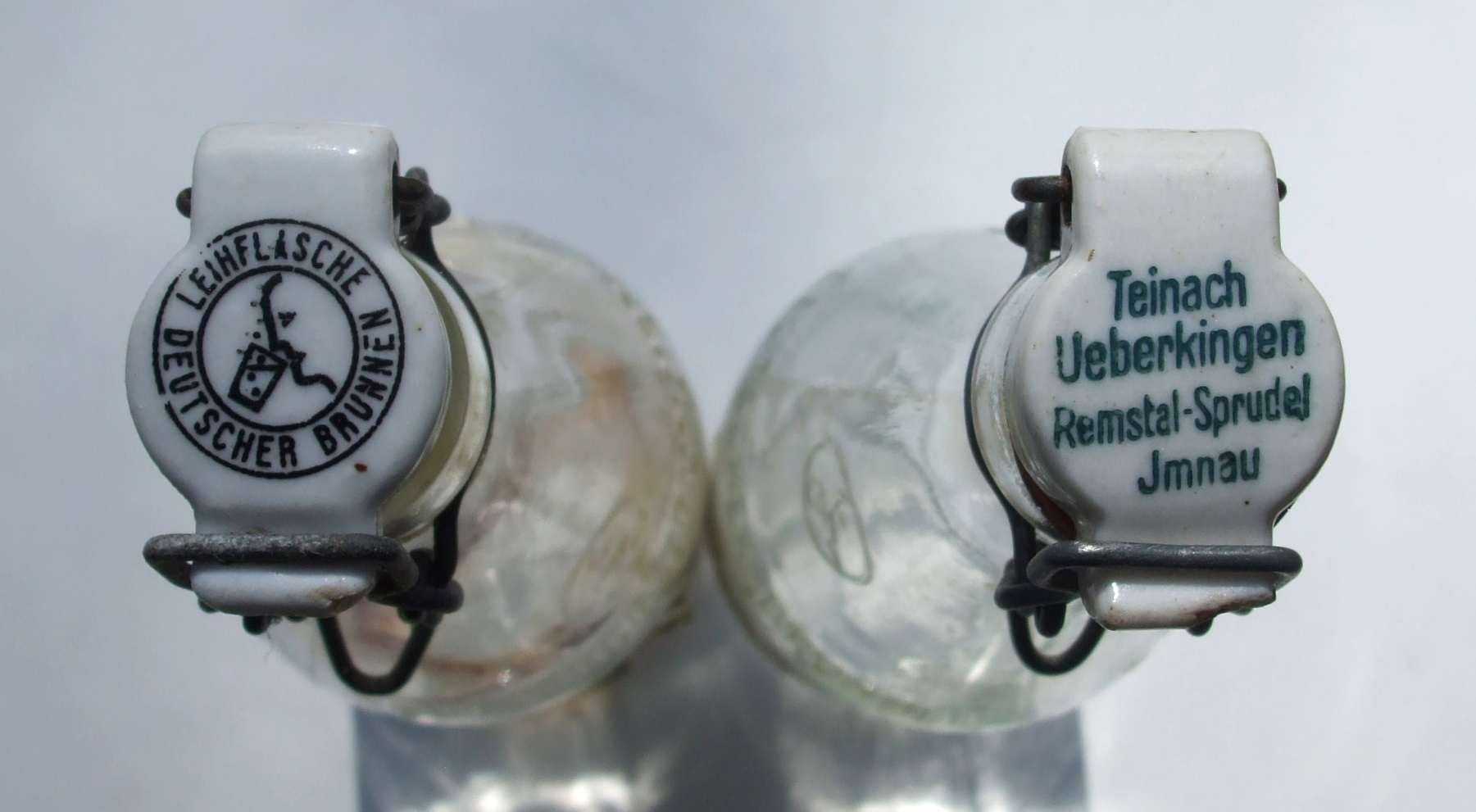
Alte Mineralwasserflaschen mit Bügelverschluss aus den 1960er Jahren

Die Mineralbrunnen Überkingen-Teinach GmbH & Co. KGaA ist ein mehrheitlich im Besitz der Karlsberg-Gruppe befindlicher Getränkehersteller mit Sitz in Bad Teinach-Zavelstein im Landkreis Calw in Baden-Württemberg. Der Konzern stellt neben Mineralwässern, Heilwässern, Fruchtsäften, Fruchtsaftgetränken und Fruchtnektaren auch andere nicht-alkoholische Getränke auf Wasserbasis her.

## Geschichte
Die ersten urkundlichen Erwähnungen von Quellen des heutigen Unternehmens gehen zurück auf das 12. und das 13. Jahrhundert. Neben dem Trinken und Baden vor Ort entstand im 16. Jahrhundert ein Handel in Süddeutschland mit Hilfe der so genannten „Sauerbrunnenträger“. 
Im Jahr 1896 kaufte Kommerzienrat Karl Haegele aus Geislingen das Überkinger Bad- und Hotelgebäude und vergrößerte Abfüllung und Versand. 1918 wurde die „Bad Überkinger Kurhaus- und Mineralwasserbetrieb deutscher Gastwirte GmbH“ gegründet. Im Jahr 1923 entstand durch Zusammenschluss der „Bad Überkinger Kurhaus und Mineralwasserbetrieb deutscher Gastwirte GmbH“ mit der Zweigniederlassung Imnau (Hohenzollern) und den Eigentümern der Teinacher Mineralquellen die „Mineralbrunnen Überkingen-Teinach AG“. 1926 erfolgte ein weiterer Zusammenschluss mit dem Brunnen in Bad Ditzenbach und die Umfirmierung zur „Mineralbrunnen Überkingen-Teinach-Ditzenbach AG“. 1927 wurde die „Remstalquellen GmbH“ mit der Elisabethenquelle mit Sitz in Beinstein übernommen (Schließung 2008). 
1957 wurden die Apollo-Quellen in Bad Imnau weiter ausgebaut (Verkauf 2009). 1980 wurde die Kisslegger Quelle übernommen, 1989 die Mühringer Schlossquelle (Verkauf 2009), 1991 die Güstrower Schlossquelle in Mecklenburg-Vorpommern (Verkauf 2007) sowie 1995 die Fachinger Quelle. Seit 27. November 1986 ist das Unternehmen börsennotiert. 
Seit 1994 besitzt das Unternehmen die Markenrechte an Bluna für Westeuropa und angrenzende osteuropäische Staaten, seit 1999 die weltweiten Markenrechte an afri cola. 2001 begann die Mineralbrunnen AG mit der Einführung von PET-Gebinden. 2008 wurde das Fruchtsaftunternehmen Tucano Holding GmbH aus Merzig (später umfirmiert in Niehoffs Vaihinger Fruchtsaft GmbH) erworben. Ende 2010 wurde die Mineralbrunnen Überkingen GmbH an das Investorenkonsortium ProAqua GmbH verkauft. Zum Anlagevermögen der GmbH gehören, neben dem Produktionsstandort in Bad Überkingen einschließlich der Quellenrechte, die Abfüllanlagen sowie die Markenrechte für die Produkte Überkinger, Ü und Adelheidquelle. Im Juni 2011 folgte der Verkauf des Fachinger Brunnens an die Sinalco GmbH aus Duisburg. Ebenfalls im Juni wurde die KAMPOS Vertriebs GmbH mit Sitz in Lauterecken als Vertriebseinheit zur Betreuung des Lebensmitteleinzelhandels neu gegründet. 
Mit Wirkung zum 31. Dezember 2011 erwarb das Unternehmen eine Beteiligung von 45,00 % an der Karlsberg Service GmbH. Die zur Karlsberg Holding gehörende Gesellschaft übernahm Verwaltungstätigkeiten für die Mineralbrunnen AG. Im März 2012 wurden im Rahmen eines Asset Deals zum 1. April 2012 das Bad-Hotel Bad Teinach nebst der Mineraltherme an die Pforzheimer HotelThermeTeinach GmbH & Co. KG verkauft, die sich im Besitz des Unternehmers Wolfgang Scheidtweiler befindet. Am 10. Februar 2016 wurde die Gesellschaft von einer Aktiengesellschaft in eine GmbH & Co. KGaA umgewandelt.

## Standorte

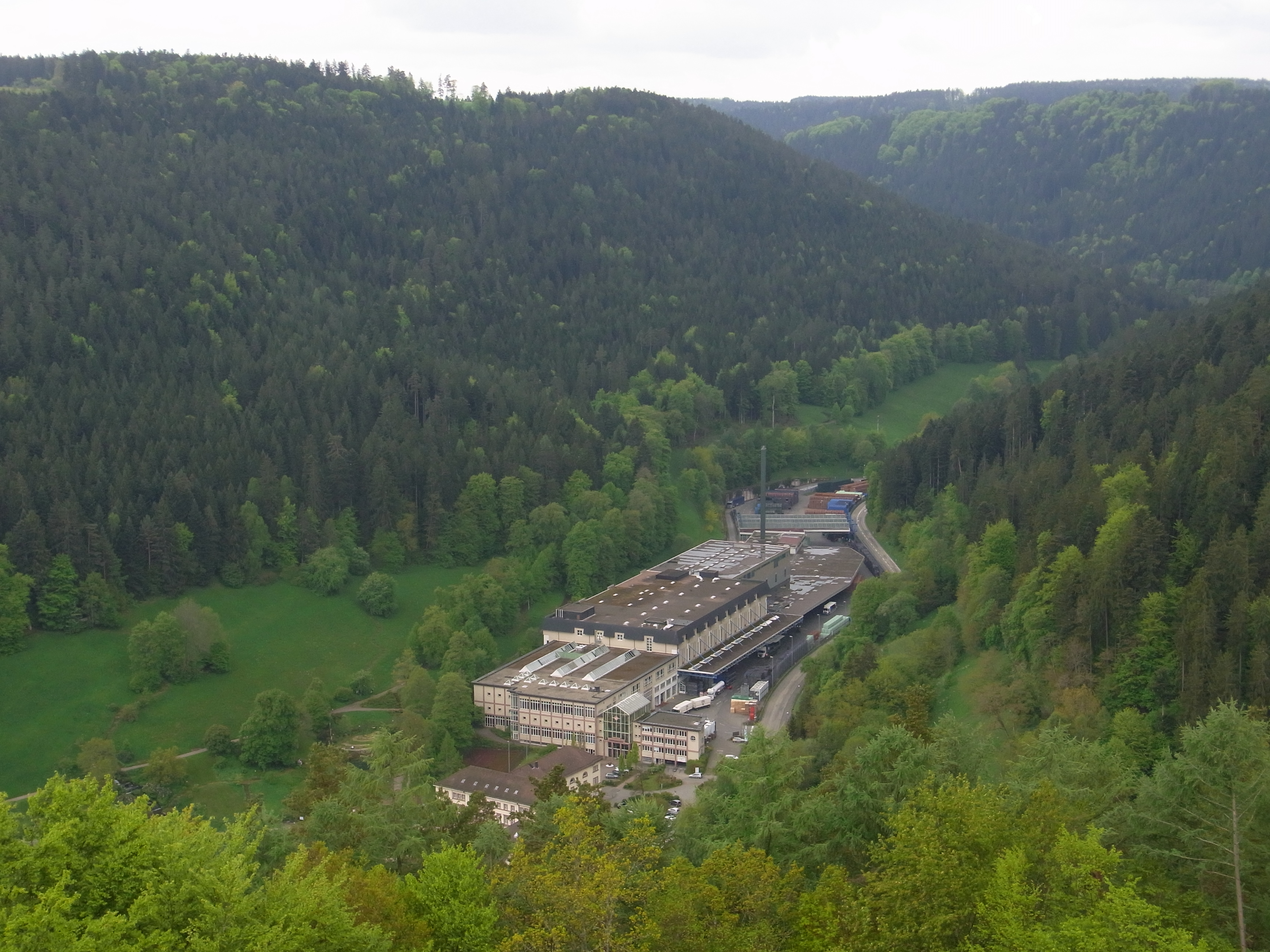
Werk Bad Teinach-Zavelstein

### Mineralbrunnen
- Bad Teinach-Zavelstein (Hauptsitz)
- Kißlegg

### Fruchtsaftherstellung
- Lauterecken
- Merzig

## Aktionärsstruktur
Stand 17. Januar 2019:
Die 5.919.755 Stammaktien waren folgendermaßen verteilt:
- 74,81 % Karlsberg-Gruppe
- 09,19 % Förderverein der Angehörigen des Württ.-Hohenz. Gaststättengewerbes e. V.
- 03,09 % Versorgungshilfe für die Betriebsangehörigen der Mineralbrunnen Überkingen-Teinach AG 1938 e. V.
- 04,81 % Eigenbesitz der Mineralbrunnen Überkingen-Teinach GmbH & Co. KGaA
- 08,10 % Streubesitz

Die Verteilung der 2.187.360 Vorzugsaktien war:
- 59,71 % Streubesitz
- 38,55 % Förderverein der Angehörigen des Württ.-Hohenz. Gaststättengewerbes e. V.
- 01,74 % Karlsberg-Gruppe

Aufgrund des Mehrheitsbesitzes durch Karlsberg ist das Unternehmen im Konzernabschluss der Karlsberg Holding GmbH vollkonsolidiert.

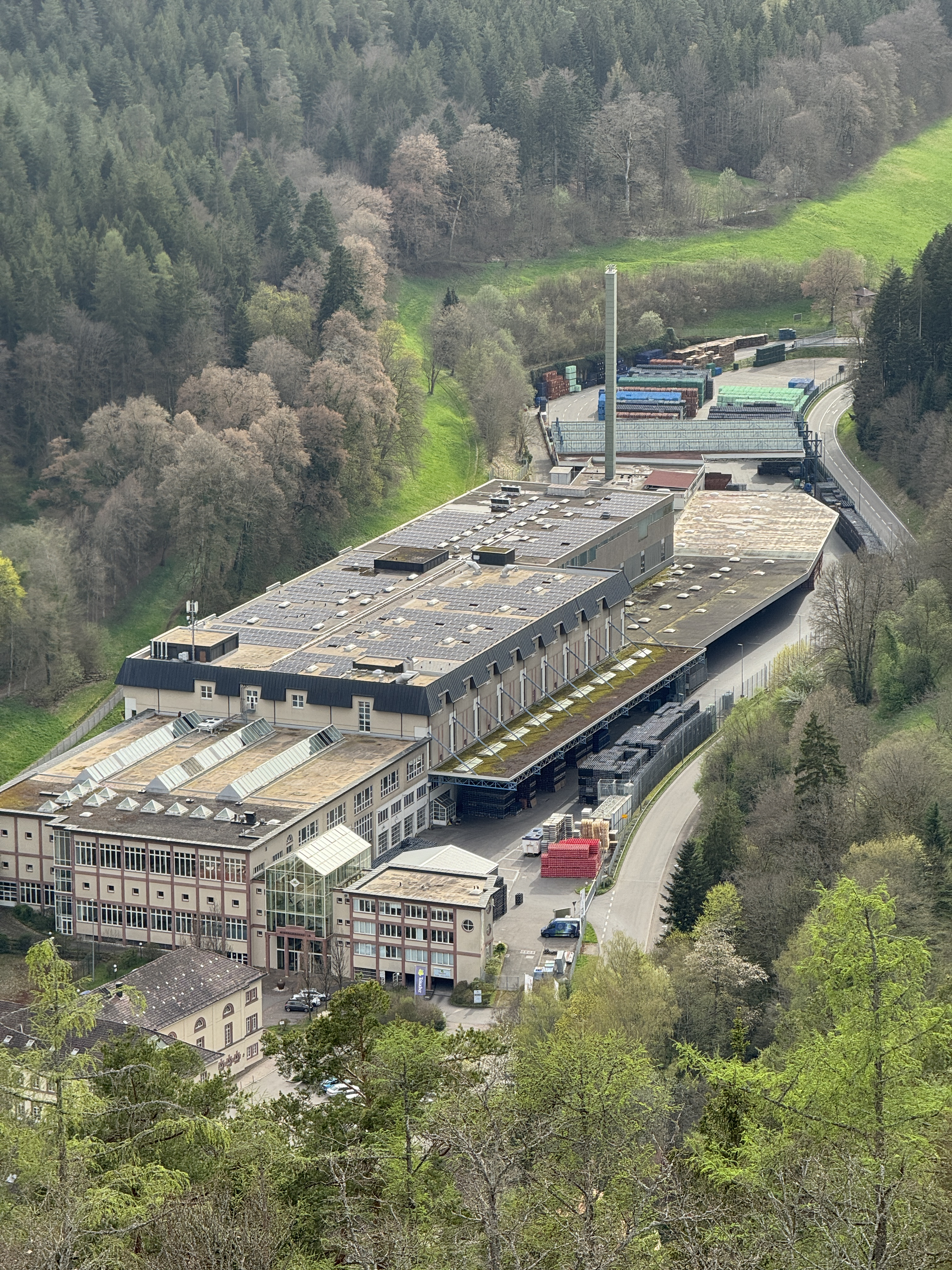
Werk Bad Teinach-Zavelstein

## Kennzahlen
Im Geschäftsjahr 2023 erwirtschaftete der Konzern einen Bruttoumsatz in Höhe von 174,3 Mio. Euro. Das EBIT lag bei 7,4 Mio. Euro. Der Konzern beschäftigte im Durchschnitt 409 Mitarbeiter.
|                                       | 2010  | 2011  | 2012  | 2013  | 2014  | 2015  | 2016  | 2017  | 2018  | 2019  | 2020  | 2021  | 2022  | 2023  |
| ------------------------------------- | ----- | ----- | ----- | ----- | ----- | ----- | ----- | ----- | ----- | ----- | ----- | ----- | ----- | ----- |
| Umsatz (Mio. €)                       | 148,7 | 156,4 | 143,6 | 138,7 | 136,5 | 137,2 | 139,8 | 142,1 | 167,7 | 170,0 | 136,2 | 138,1 | 164,5 | 174,3 |
| EBIT (Mio. €)                         | −3,6  | 14,2  | 0,6   | 3,4   | 4,2   | 4,3   | 4,6   | 8,6   | 11,1  | 15,9  | 3,7   | 9,6   | 8,6   | 7,4   |
| Beschäftigte (Anzahl im Durchschnitt) | 760   | 596   | 504   | 478   | 442   | 429   | 429   | 422   | 426   | 429   | 423   | 418   | 405   | 409   |

## Produkte
Die Produkte werden unter folgenden Markennamen vertrieben:
Mineralwasser und Heilwasser
- Krumbach
- Teinacher
- Hirschquelle
- Kisslegger
- Cilly

Fruchtsaftschorlen
- Teinacher
- Krumbach
- Niehoffs Vaihinger
- Klindworth
- Merziger
- Schloss Veldenz

Fruchtsäfte und -nektare
- Niehoffs Vaihinger
- Klindworth
- Merziger
- Lindavia
- Schloss Veldenz

Limonaden und Colagetränke
- afri cola
- Bluna
- Teinacher
- Krumbach
- Klindworth

Cocktail Premixes
- Cocktail Plant